# Église Saint-Germain de Rignac
L'église Saint-Germain de Rignac est une église catholique située à Rignac, dans le département du Lot, en France.

## Localisation
L'église est située dans le département français du Lot sur le territoire de la commune de Rignac.

## Historique
Construite au XVe siècle, cette église est fondée par les moines de Beaulieu.
L'édifice a été inscrit au titre des monuments historiques le 2 juin 1976.